# Albolleque
Albolleque es un caserío situado en el municipio español de Chiloeches, en la provincia de Guadalajara.
Junto al caserío se levanta desde 2006 un polígono industrial. En el poblado, aparte del polígono industrial, se levantan cuatro edificios: dos viviendas, la casona de los Guzmán y un antiguo picadero junto a esta cabe la carretera, unas naves para el ganado y el grano en la parte noroeste y la ermita de San Marcos en el centro del caserío.
El primer atisbo de población de esta zona puédese remontar a épocas prerromanas, de cuyo hecho se conservan el nombre, aunque los vestigios más antiguos proceden de época andalusí con unas bodegas situadas bajo la casona. Tras la conquista cristiana se constituye como población central de la sexma de Albolleque incluida dentro del común de villa y tierra de Guadalajara. En el siglo XVI, en plena decadencia del poblado, es comprado por la familia Guzmán de Guadalajara y construyen una casona que servirá de lugar de ocio y recreo para la familia durante un siglo. Posteriormente en 1928 la finca de albolleque fue vendida por parte de los señores condes campo al Ángel (Marqués de Valencina y Marquesa de Guadalcázar) al empresario tuecho Juan de Dios Garcés, quien decidió repartir las 1070 hectáreas de finca entre los vecinos de chiloeches, para que todos poseyeran una parcela de tierra propia que poder trabajar. En la actualidad la Albolleque es como un pequeño caserío que ocuparían de manera intermitente agricultores y ganaderos que aprovecharían los campos circundantes y la rica vega del Henares.